# Andrzej Rapacz
Andrzej Rapacz (Zakopane, 1 de septiembre de 1948-Kościelisko, 7 de febrero de 2022) fue un deportista polaco que compitió en biatlón.
Ganó dos medallas de bronce en el Campeonato Mundial de Biatlón, en los años 1971 y 1975.
Participó en dos Juegos Olímpicos de Invierno, en los años 1972 y 1976, ocupando el séptimo lugar en Sapporo 1972, en la prueba por relevos.

## Palmarés internacional
| Campeonato Mundial | Campeonato Mundial      | Campeonato Mundial | Campeonato Mundial |
| Año                | Lugar                   | Medalla            | Prueba             |
| ------------------ | ----------------------- | ------------------ | ------------------ |
| 1971               | Hämeenlinna (Finlandia) | Medalla de bronce  | Relevo             |
| 1975               | Anterselva (Italia)     | Medalla de bronce  | Relevo             |